# راجخووه
راجخووه (به لهستانی:  Radziechowy) یک روستا در لهستان است که در گمینا راجخوو-ویپژ واقع شده‌است. راجخووه ۵٬۰۰۰ نفر جمعیت دارد.